# Кай (Чечня)
Кай (чечен. Къай)— покинутый аул в Галанчожском районе Чеченской Республики. Входит в Кеййистинское сельское поселение.

## География
Аул расположен на левом берегу реки Аргун к юго-западу от районного центра Галанчож.
Ближайшие населённые пункты: на северо-западе — бывшие аулы Нижний Кий и Верхний Кий.

## История
Аул Кай ликвидирован в 1944 году во время выселения чеченцев. После восстановления Чечено-Ингушской АССР в 1956 году чеченцам было запрещено селиться в данном районе.